# Sapfo
För andra betydelser, se Sappho (olika betydelser).

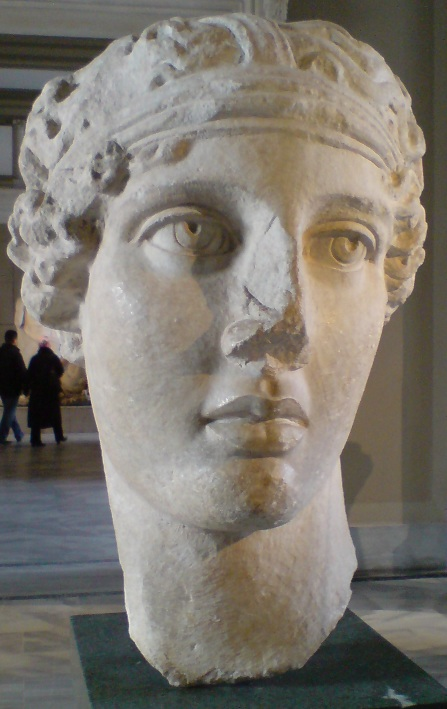
Sapfo, Istanbuls arkeologiska museer.

Sapfo (attisk grekiska: Σαπφώ, Sappho, lesbiska: Ψάπφω, Psapphο), född cirka 630 f.Kr., död cirka 570 f.Kr., var en grekisk vislyriker från ön Lesbos.

## Liv och verk
I princip är inget känt om Sapfos liv, mer än att hon på något sätt tycks ha stått i centrum för en grupp högättade unga kvinnor. Sapfo är den första kända kvinnliga poeten i historien. Mycket få fullständiga dikter är bevarade.
Enligt grekiska källor ledde Sapfo en thiasos – vilket kan betyda kultförsamling, skola, rituell grupp, förening för fester eller mysteriekult, och det är osäkert vilken betydelse man bör lägga in i ordet i just hennes fall. Hennes dikter har tydligen ofta tillkommit för olika slags fester och rituella sammankomster, de anspelar på en rik flora av legender och myter – några kan vara fragment av rolldikter där den talande är till exempel en av Zeus älskarinnor – men de lånar också detaljer från vardagen. Samtidigt framträder hennes personliga särprägel, hennes röst starkare än hos någon tidigare lyriker. Genom dikter som Gudars like och Plejaderna sjunkit har hon ofta uppfattats som den första stora kärlekslyrikern i europeisk litteratur.

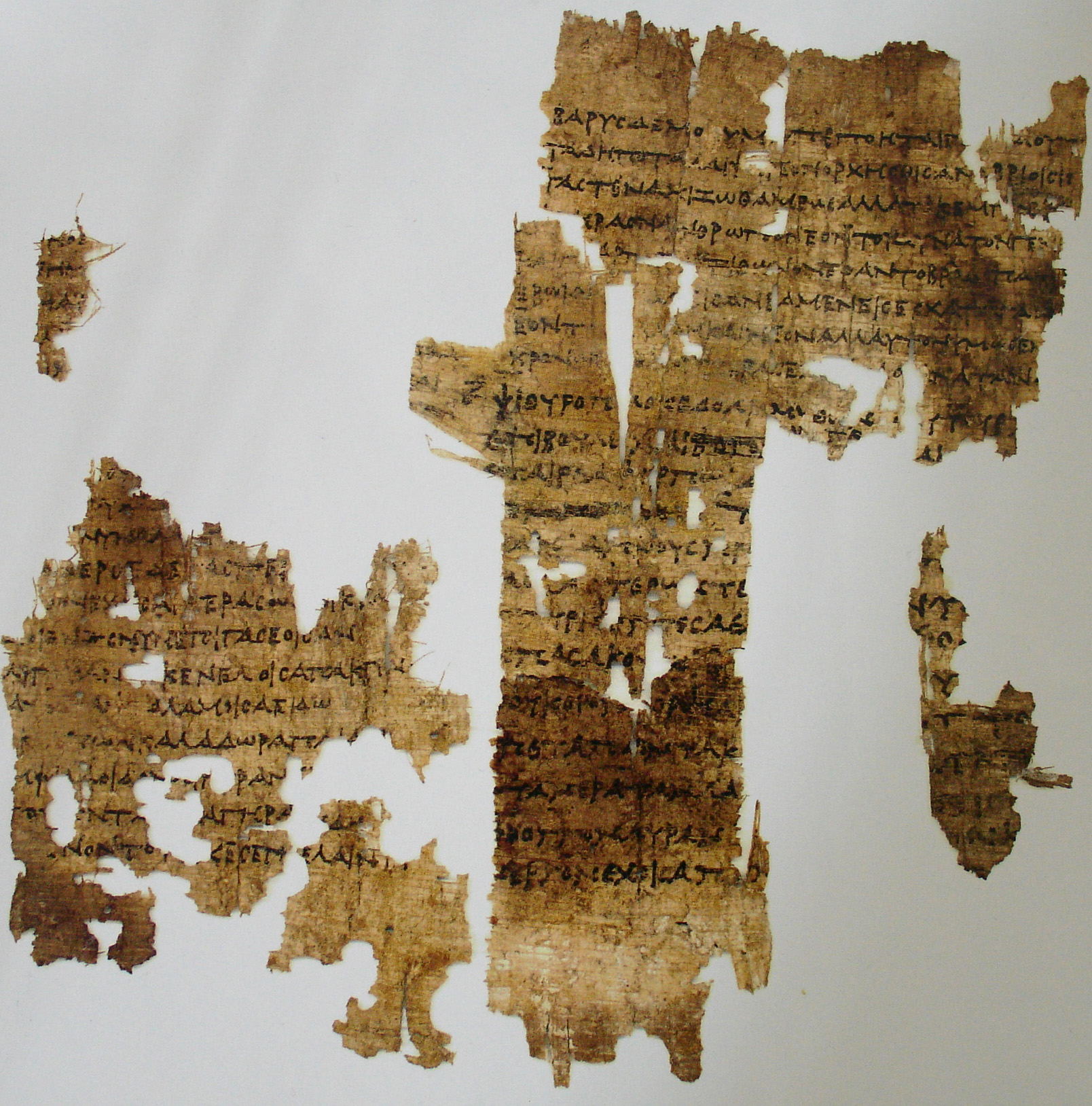
Dikt av Sapfo från Oxyrhynchus papyri.

Andra fragment antyder att hon ibland deltog i en kult av Afrodite, fruktbarhets- och kärleksgudinnan; de religiösa kopplingarna i hennes poesi är omstridda, liksom hennes egen sexualitet.
Sapfo var allmänt dyrkad för sina subtila dikter som i många fall hade erotiska undertoner. Solon den vise sägs ha, när han hört en sång av Sapfo, velat lära sig sången med en gång. När man frågade varför han hade så bråttom lär han svarat "Lär detta och sedan dö". Platon kallade henne för den tionde musan, och romare som Catullus och Ovidius var djupt inspirerade av henne. Hennes dikter har översatts och tolkats av många.
Sapfo har fått ge namn åt den antika strofformen sapfisk strof. De tre första verserna har fem fallande versfötter enligt schemat troké, troké, daktyl, troké, troké, och följs av en fjärde vers med schemat daktyl, troké. Strofen som helhet har sålunda följande utseende (-, betonad stavelse; u, obetonad stavelse):
```
- u | - u | - u u | - u | - u
- u | - u | - u u | - u | - u
- u | - u | - u u | - u | - u
- u u | - u
```

Dikterna finns publicerade i olika filologiska utgåvor. Känd är den engelska samlingen Lyra Graeca (Loeb Classical Library) med grekisk och engelsk text (senare fynd från uppgrävd papyrus har tillkommit).

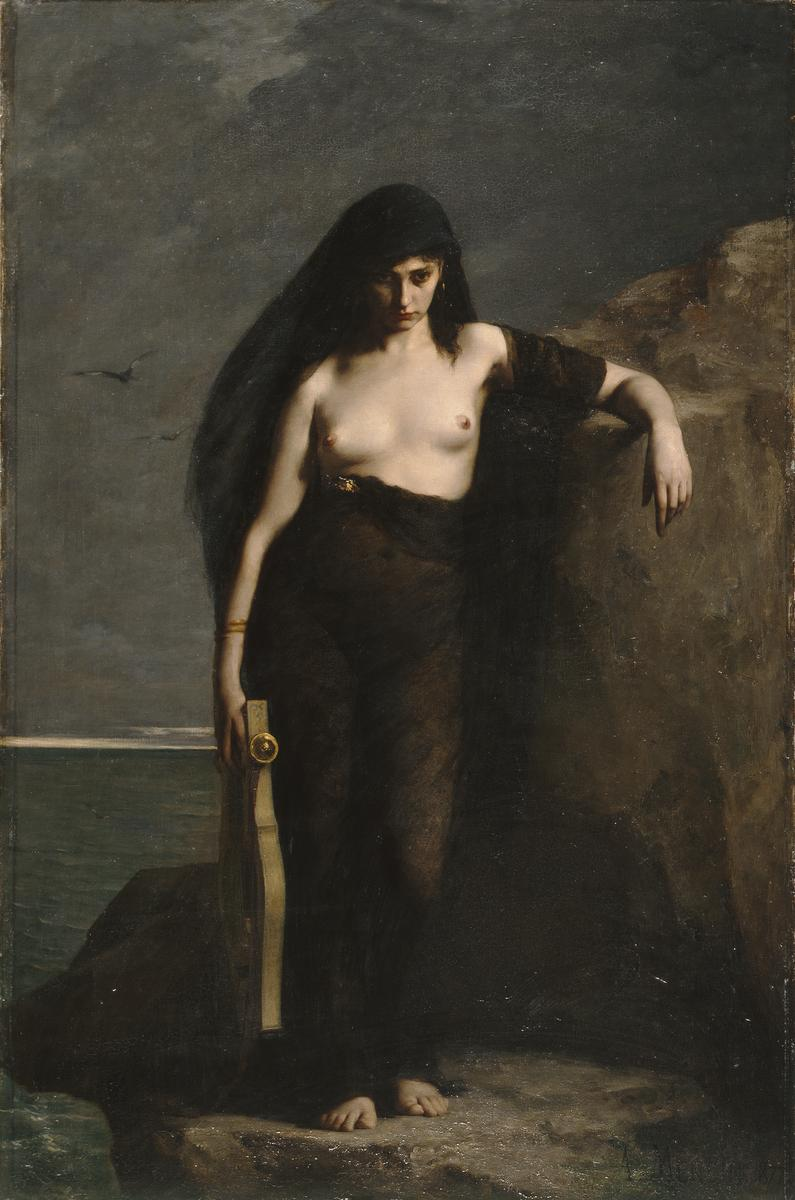
Sappho, av Charles Mengin (1877) Manchester Art Gallery, England.

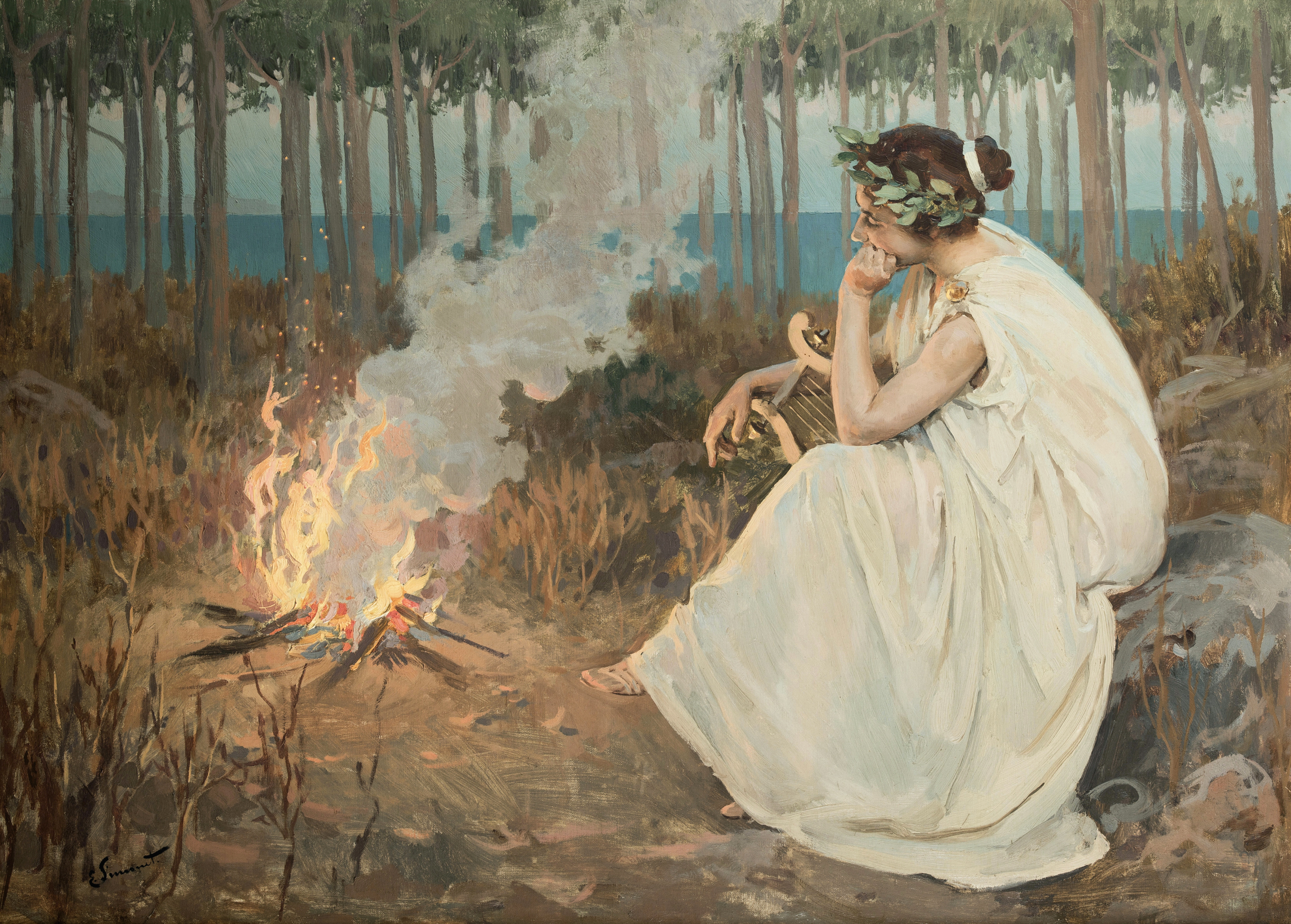
Sapfo, av Enrique Simonet.

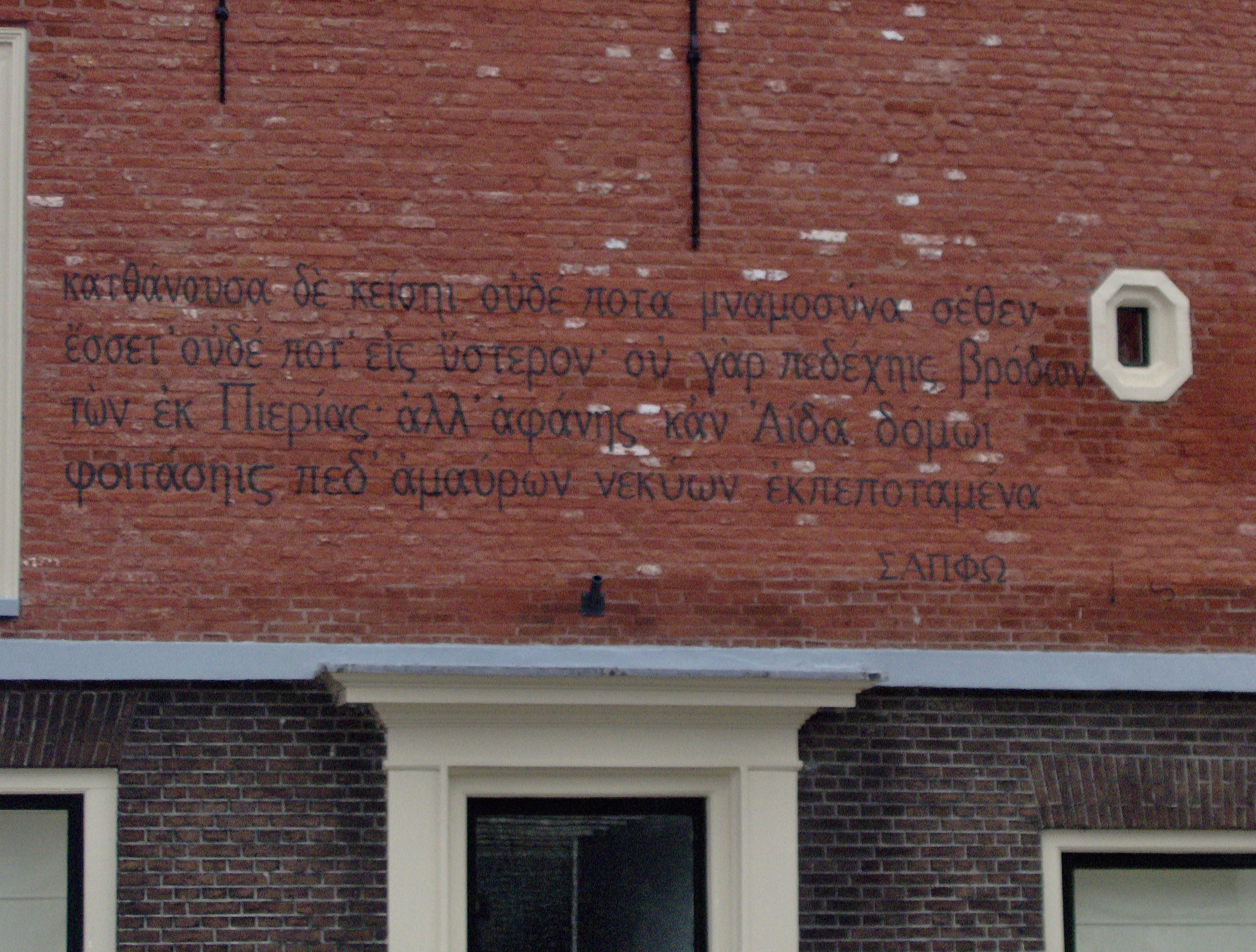
Väggdikt av Sapfo i hörnet av Volmolengracht och Oude Singel i den holländska staden Leiden.

## Exempel
Fragment 31  anses vara en av de mest välkända kärleksdikterna i den västerländska litteraturen. Nedan återfinns den i svensk översättning av Emil Zilliacus:
Gudars like syns mig den mannen vara,
han som mitt emot dig kan sitta, han som
i din närhet lyss till din kära stämmas
älskliga tonfall
och ditt ljuva, tjusande skratt som alltid
i mitt bröst bragt hjärtat i häftig skälvning.
Ser jag blott dig skymta förbi mig flyktigt,
stockar sig rösten;
tungans makt är bruten och under huden
löper elden genast i fina flammor;
ögats blick blir skymd och det susar plötsligt
för mina öron.
Svetten rinner ned och en ristning griper
all min arma kropp. Jag blir mera färglöst
blek än ängens strå. Och det tycks som vore
döden mig nära.

## Sexualiteten
Sapfos poesi kretsar kring passion och kärlek. Ordet lesbisk härstammar från namnet på ön Lesbos där hon föddes och hennes eget namn är ursprung för uttrycket sapfisk kärlek. Inget av dessa ord användes som synonymer för kvinnlig homosexualitet förrän på 1800-talet. Många av hennes dikter talar om passion och kärlek inom den grupp med kvinnor som hon ingick i men skildringar av fysiska kärlekshandlingar är få, och omdiskuterade. Huruvida dessa partier i hennes dikter är självbiografiska är okänt, men andra biografiska händelser förekommer i hennes dikter. 
Sapfos homoerotik bör förstås utifrån  kontexten av att hon levde på 600-talet före Kristus. Ordet "lesbisk" användes i sin moderna betydelse först på 1890-talet och de tidigaste källorna som beskriver ryktena kring hennes "fysiska homoerotiska eskapader" uppträder först 300 år efter hennes död, vid en tidpunkt när homosexualitet ansågs "skamligt för en kvinna".
Under viktoriansk tid blev det populärt att beskriva Sapfo som rektor för en flickskola. Men det finns inga referenser till utbildning, studenter eller skola i några av Sapfos kända verk. Vad den grupp kvinnor som Sapfo ingick i hade för roll eller vilken relation kvinnorna hade är oklart.